# Вчора, сьогодні і завжди (фільм, 1969)
«Вчора, сьогодні і завжди» (рос. Вчера, сегодня и всегда) — радянський музичний телефільм 1969 року, режисера Михайла Григор'єва, знятий на кіностудії «Мосфільм».

## Сюжет
Фільм складається з шести новел:

### Прекрасна продавчиня
У ролях:
- Єлизавета Нікіщихіна — продавчиня в магазині тканин
- Володимир Корецький — покупець-художник

Покупець-художник на спір з другом-художником намагається розтопити холодне серце продавчині в магазині тканин.

### Незвичайний суд
У ролях:
- Анатолій Баранцев — підсудний
- Аліса Фрейндліх — дружина підсудного
- Георгій Тусузов — суддя
- Ірина Мурзаєва — дама в темних окулярах
- Тетяна Гаврилова — відповідачка

Підсудний стверджує, що собачка відповідача — насправді його дружина.

### Знайомство по телефону
У ролях:
- Геннадій Корольков — Сергій
- Людмила Долгорукова — «Фьокла»

Молодий чоловік Сергій випадково знайомиться по телефону з милою дівчиною Фьоклою. Зав'язується дружба. Але одного разу Сергій ображає Фьоклу, після чого їх дзвінок відразу ж переривається.

### Жили дві бабусі
У ролях:
- Георгій Віцин — тітонька Беррі
- Анатолій Папанов — тітонька з кавомолкою Бетті

Дві подруги, тітоньки Беррі і Бетті, обговорюють все підряд: і погоду, і яблука, і кішок. Теми розмов змінюються надзвичайно довільно.

### Чоловік і дружина
У ролях:
- Фрунзик Мкртчян — чоловік
- Віра Орлова — дружина
- Юрій Соковнін — грабіжник

Чи страшно, що в будинку, вночі, з'явився справжній грабіжник? Або найважливіше цій сім'ї знайти черговий привід для сварки? Тим більше що, на думку дружини, «жінка завжди права».

### Показ мод
У ролях:
- Аркадій Райкін — художник Рєпкін / директор гудзикової фабрики Кругозоров / директор швейної фабрики Слоновніков / пожежний Набатов
- Олександр Борисов — ведучий
- Микола Парфьонов — ведучий показу мод

На моду всі люди дивляться по-різному. І кожен, хто причетний до моди, має свій погляд на неї — і художник, і директор гудзикової, і директор швейної фабрик, і пожежний.

## Знімальна група
- Режисер: Михайло Григор'єв
- Сценарій: Михайло Григор'єв
- Головний оператор: Володимир Нахабцев
- Головний художник: Михайло Карташов
- Художник-постановник: Леонід Платов
- Музика: Юрій Чічков